# Ranking the stars
Ranking the stars är ett TV-program som sändes på Kanal 5 under hösten 2007. Det är en panel med tio kvinnor som ska lista varandra, det har även 100 män gjort. Programledare var Andreas Lundstedt.
- Ann Söderlund
- Anna Book
- Annika Jankell
- Hanna Hedlund
- Hannah Widell
- Hannah Graaf
- Josefin Crafoord
- Magdalena Graaf
- Malin Berghagen
- Sanna Bråding
- Tess Merkel